# Accidente ferroviario de Amagasaki
El accidente ferroviario de Amagasaki (JR 福知山線脱線事故, JR Fukuchiyama-sen dassen jiko, lit. "Descarrilamiento de la línea JR Fukuchiyama") aconteció en Amagasaki, prefectura de Hyōgo, Japón, el 25 de abril de 2005 a las 09:19 hora local (00:19 UTC), inmediatamente después del periodo de mayor afluencia. Se produjo cuando un convoy suburbano compuesto por siete vagones se descarriló en la línea Fukuchiyama, perteneciente a la West Japan Railway Company (JR West), poco antes de llegar a Amagasaki, en dirección a Dōshisha-mae mediante la línea JR Tōzai y la línea Gakkentoshi. Los dos primeros coches colisionaron contra un edificio de departamentos. 
El primer vagón se desplazó hasta el aparcamiento del primer piso, lo que demoró varios días su extracción, mientras que el segundo impactó en la esquina del inmueble, quedando aprisionado en forma de L contra este debido al peso de los vehículos restantes. De los aproximadamente 700 pasajeros (cifra inicial estimada en 580) que se encontraban a bordo en el instante del percance, 106 fallecieron, incluyendo al conductor, y otros 562 sufrieron lesiones. La mayoría de los supervivientes y testigos afirmaron que el tren parecía haber estado circulando a una velocidad excesiva. El suceso fue el más grave en Japón desde el accidente ferroviario de Tsurumi en 1963.

## Antecedentes
La línea, como tal, es de una importancia prioritaria, ya que la estación terminal de Amagasaki dentro de la zona metropolitana de Osaka que tiene una extensión enorme, conlleva a que los trayectos diarios al ser comunes y parte de la vida diaria, por lo tanto los pasajeros suburbanos tienen una alta expectativa de que puedan lograr estos mismos de manera precisa y exacta, tanto en el uso de ese único tren como las conexiones con otras líneas tanto urbanas como suburbanas, en todas direcciones. Siendo que se tienen horarios ajustados donde los trenes parten incluso con minutos y segundos exactos.
De igual forma se muestra que en 1997 se hizo un ajuste en la curva antes del arribo a la estación de Amagasaki, el cual consistió en una reducción de radio de los originales 600 metros a solo 300 metros, que la dejó más cerrada que antes. Esto porque se trató de acomodar una nueva línea directa hacia Amagasaki, lo cual originó que los horarios fueran más apretados que antes, esto aunado a que en la cultura japonesa la puntualidad es una extrema prioridad al punto que los pasajeros no toleran un retraso por mínimo que sea, por consiguiente esta línea se dio a conocer por tener un horario realmente ajustado, por la necesidad de tener siempre horarios apretados y precisión ecuánime da margen a que la empresa obtenga mayores ganancias que incluso conlleven a sacrificio de factores como el de la seguridad en la operación tanto para los empleados de la compañía ferroviaria como para sus usuarios. Esto porque en el tiempo en el que ocurrió el accidente, la legislación no contemplaba que las líneas ferroviarias tuvieran instalados sistemas de transpondedores ATS en las curvas, si bien en la línea estaba instalado, la legislación no exigía que también se instalase en las curvas, por lo tanto la empresa en sí no tomó en cuenta ese factor en la época en la que ocurrió el accidente.

## Secuencia de hechos
El 25 de abril de 2005, la línea de cercanías de Fukuchiyama, en la Prefectura de Hyogo se encontraba en un día normal de operación, incluso en una plena hora pico. 
A las 8:53, llega a la estación Takarazuka el tren 5418M siendo para este la ultima parada de la línea. En el convoy estaba al mando el joven conductor Ryukiru Takami, de 23 años de edad y con 11 meses en el puesto. El tren llegó de manera rutinaria para preparar el viaje de regreso.
El tren consistía de una primera formación de tres vagones acoplada con una de cuatro para aumentar la capacidad, formando un tren de siete vagones en total. Al ser un tren con cabina de conducción en ambos extremos, como toda unidad eléctrica múltiple, también se precisa llevar otro conductor. Para esa responsabilidad, estaba asignado el conductor Masatoshi Matushita, de 42 años de edad, mismos que cambiaron posiciones para enfilar el trayecto de regreso a 7 estaciones de distancia.
Ya con sus respectivos conductores en sus cabinas, a las 9:03 el tren partió a la estación de Amagasaki, misma donde los pasajeros se repartirían en tiempo y forma hacia sus respectivas conexiones para llegar a sus destinos dentro de la Ciudad de Osaka, cabe mencionar que al ser una de las áreas metropolitanas más grandes del mundo, siempre arriban 1.3 millones de personas en desplazamientos desde suburbios y poblados por medios ferroviarios. Asimismo muchos de los pasajeros al tener estos viajes rutinarios ya se conocían entre ellos en algunos casos, por lo tanto era un viaje de cercanías rutinario.
A las 9:11 en la estación Kawanishi Ikeda, los pasajeros en plena hora punta ascienden, haciendo que el tren estuviese terriblemente repleto. Las normas japonesas para la operación de trenes suburbanos japoneses son estrictas a un grado en que los trenes deben llegar en segundos exactos, por lo que a las 9:13 el tren no tenía contemplado detenerse en su itinerario en la siguiente estación, por lo que sobrepasó los andenes a una velocidad de 120 kilómetros por hora. Sin embargo, al arribar a la estación Itami, se activa una alarma dentro de la cabina de conducción, indicando que el tren sobrepasó el límite de velocidad permitido, por lo tanto, se piensa que al momento el maquinista Takami ignora o pasa de largo la advertencia, por lo que el conductor Masatoshi se percata de que la formación está ingresando demasiado rápido a la estación, por lo que este toma la palanca de freno de emergencia, pero Takami toma el control y activa los frenos comunes, por lo que este mismo se detiene de forma abrupta, sin embargo la formación sobrepasó el andén por más de 3 vagones del mismo, por lo que el maquinista notifica al conductor que realizara una maniobra de marcha atrás para acomodar la formación de forma correcta. Todo ello a las 9:15 mientras el conductor notifica a los pasajeros que el tren haría dicha maniobra, muchos pasajeros les sorprendió el hecho, puesto que para ellos un tren que tenga que retroceder para acomodarse en el anden es algo que no debe ocurrir.
Para ese entonces, a las 9:16 el tren ya llevaba un minuto y 20 segundos de atraso. Por lo tanto el conductor sin más titubeos y ansioso por recuperar el tiempo perdido, puso la formación en movimiento a tal velocidad causando que los pasajeros sintieran un tirón a causa de ello, debido a que el salió de la estación demasiado rápido, por lo que los mismos viajeros sintieron que iba más rápido de lo usual. A las 9:18, se sintió un traqueteo más allá de lo normal y de pronto se escucharon estruendos como si hubiese habido un impacto, las luces interiores se apagaron y el tren comenzó balancearse hacia un lado hasta que se salió eyectado de los rieles y se estrella junto con los demás tres vagones, los últimos 4 no sufrieron daños graves. El impacto como tal hizo que muchos pasajeros quedaran incrustados sobre los restos así como junto a otros pasajeros que quedaron malheridos en distintas magnitudes, desde lesiones leves hasta graves contusiones. Sin embargo, no todos lograron sobrevivir a tales heridas, puesto el saldo arrojo 107 muertos, entre ellos, el conductor del tren Ryukiru Takami.
El tren descarriló e impactó contra un edificio de apartamentos contiguo a la línea, algo que evidenció la magnitud del desastre, dejando prensados 3 de los carros de la formación, esto en consecuencia ultimó al maquinista, quien falleció en el impacto brutal. Asimismo uno de los tres primeros vagones quedó compactado en forma de "L".

## Reacciones inmediatas
Minutos después del accidente, los servicios de emergencia, tanto paramédicos como bomberos hicieron todo lo posible para poder rescatar a los sobrevivientes de manera pronta. Asimismo la JYSB así como la policía local, tomaron y dirigieron la investigación.
De igual forma los supervivientes también apoyaron a rescatar a otros, entre ellos algunos niños y adolescentes que quedaron malheridos, madres y padres preocupados incluso fueron auxiliados a salir de entre los fierros retorcidos a como diese lugar, ya que muchos viajeros se conocían, aun solo de vista por rutina. De los aproximadamente 700 pasajeros que viajaban en el tren en ese momento, 106 murieron, además del conductor, y otros 562 resultaron heridos. La mayoría de los pasajeros y testigos afirman que vieron al tren circulando demasiado rápido. Es el segundo accidente más grave de la historia de Japón, después del accidente ferroviario de Tsurumi, en el que un tren de pasajeros chocó contra un tren de mercancías que había descarrilado, donde murieron 162 personas.

## Factores que fueron causales del accidente
En un instante los investigadores, llegaron a la conclusión de que el vandalismo pudo haber causado el descarrilamiento y posterior impacto, ya que se tenía el antecedente de que en 1980 en la línea Keihan Electric, vándalos de nivel de educación secundaria, al poner un bloque de concreto sobre las vías, causando que 2 carros de una formación descarrilaran y provocaran un saldo de 104 heridos, no obstante la piedra triturada analizada dio con la conclusión que esta era proveniente del balasto porque al final los carros restantes trituraron la misma por lo que se descartó la posibilidad de vandalismo.
Asimismo como se mencionó anteriormente, el reducido radio de la curva, obliga a disminuir la velocidad para tomarla y sortearla sin problema alguno por cuestiones de la física, la velocidad acelerada provoca que la inercia descarrile el tren al tomar la curva a toda velocidad, más allá de la permitida o recomendable para que este pueda maniobrar de manera segura, sin embargo como el tren iba demasiado rápido, la disminución de velocidad quedó en segundo plano, aun con maniobra de frenado que tuvo que hacer de urgencia el maquinista.
Otro factor que influyó en el accidente fue la estricta reglamentación, ya que el maquinista estaba preocupado por haber sobrepasado el ajuste de plataforma predeterminado, de manera obvia el conductor, le informó esto al mismo maquinista pero ante la preocupación extrema le comunica que no reporte el incidente de manera exacta, mientras algunos pasajeros se molestan por la supuesta poca acción del conductor en relación al retraso inminente en Itami, obviamente al colgar el conductor al maquinista este se sintió presionado, por lo que el conductor, acorde al reglamento de la compañía, reportó el desfase de plataforma ocurrido por 8 metros, cuando en realidad el sobrepase fue de más de 3 carros que equivale a una distancia considerable, esto porque si el sobrepase es de 5 metros, el castigo al maquinista no sería tan severo, por lo que en afán de apoyar a su compañero decidió reportar menos distancia de la que hubo realmente. El maquinista al escuchar la conversación por radio, se sintió en un momento de estrés literal ya que no quería volver a reentrenamiento. La agencia descubre en la caja negra del tren que el maquinista accionó los frenos segundos antes del descarrilamiento de forma abrupta, por lo que la reacción por estrés post traumático pudo ser un condicionante literal, y con el posterior análisis de ingeniería, se descartó que el sistema de frenos fallase al momento, sin embargo el maquinista ocupó el sistema de frenado normal no a máxima potencia, en vez del de emergencia, esto porque la reglamentación de la empresa de transporte menciona que el maquinista está obligado a reportar el uso del freno de emergencia.
Asimismo en cuanto al factor humano, se descubre que el maquinista Takami, con 11 meses en servicio activo, al tener 3 meses en el puesto, tuvo un incidente previo de sobrepase de plataforma en cien metros, lo que acorde a las reglas de la compañía, se le debía enviar de inmediato a un programa de reentrenamiento de 13 días de duración (si no es que más), acorde con la cultura laboral japonesa, los programas de reentrenamiento laboral son parte de ello de manera común, por lo que se ocupan medios de presión psicológicos, físicos y demás, mismos que acorde a la idiosincrasia de los nipones son comunes tanto en entorno laboral como escolar (Nikkin Kyoiku). Acorde a lo declarado por jefe del sindicato de trabajadores de JR West, Shinji Yasuda, menciona que se les daba este reentrenamiento por razones de decisiones equivocadas, sobrepasas de plataforma, desacato de órdenes entre otros, sin embargo este programa no era como todos los demás, ya que este fue diseñado en pro de que los trabajadores fuesen conscientes del peso de la responsabilidad que llevan como maquinistas. Pero como ya se mencionó previamente esto se hacía en base a amonestaciones, acosos, degradaciones con más enfoque punitivo extremo que educativo en sí, además de que no se les dice a los trabajadores cuánto tiempo pasarán en dicho estado de reentrenamiento, así como penas monetarias y descuentos salariales entre más tiempo permanezcan en esas pruebas, esto porque en vez de que se les brinde reentrenamiento se les reasigna a tareas menores como limpieza de excrementos de paloma, pulido de vías a mano, redacción de informes de arrepentimiento de 1 página por hora entre otras reprimendas, que a punto de vista de los sindicatos es una clara violación a los derechos humanos del trabajador. Asimismo algunos empleados declaran que el abuso mental, social, físico y psicológico los obliga a renunciar, aunque muchos que han pasado por este mismo les llevó a sentirse más estresados de lo común, algo que a perspectiva occidental, se puede considerar un abuso extremo.
Por tanto compañeros del maquinista consideran que el continuo estrés y exigencia, así como la experiencia extrema de acoso y castigo del Nikin Kyoku, lo dejó demasiado marcado en algunos casos de por vida, para no querer pasar por este nuevamente, de ahí que el maquinista haya tomado la decisión de acelerar a fondo el tren, con el ya llamado estrés postraumático, este comparable al grado que lo experimenta un veterano de guerra, puesto que el maquinista le dejó una impresión e impacto similares que en efecto causaron que el maquinista quisiera impedir el hecho de otro castigo similar.
En su defensa, la compañía expresó que con ello han tenido mucha eficiencia y seguridad en la operación y que en un entorno competitivo ellos eran mejores que sus competidores, por lo que mencionaron que sus procesos de reentrenamiento eran eficaces para mejorar el rendimiento del empleado.

## Consecuencias
A pesar de que los juicios se llevaron a cabo se llegó a las siguientes consecuencias y efectos:
- Aunque los hechos marcasen que JR West es responsable, el que fue en ese tiempo presidente de la compañía fue absuelto de cargos debido a que el juzgado que llevó el caso, previó que no se podía prevenir ni anticipar el accidente.
- Sin embargo la ley cambió a partir de ese accidente, por lo que todas las empresas ferroviarias administradoras de derecho de vía, tienen que tener instalados transpondedores ATS en las curvas y no solo donde consideren prioritario tenerlos.
- JR West aun aplica programas de reentrenamiento, puesto que mencionan que en un entorno competitivo la seguridad es prioridad en ellos, sin embargo pusieron estos programas a revisión, a fin de que estos programas sean más efectivos aunque la empresa también mencionó que no fueron conscientes del peligro que representaba esa sección de las vías.